# ذاكرة عمان الرقمية
ذاكرة عُمان الرقمية ( كوكب المعرفة ) هي مكتبة رقمية عامة غير ربحية، تهدف لنشر جميع الإنتاج الفكري والثقافي في مختلف فنون المعرفة.
وبهذا يمكن اعتبارها مشروعا وطنيا يسهم في تحقيق أهداف الحكومة الإلكترونية بـ سلطنة عُمان، ويجسد توجيهات السلطان قابوس بن سعيد في ضرورة إتاحة المعرفة لكل من يطلبها.

## بدايتها
بدأ مشروع ذاكرة عُمان الرقمية ( كوكب المعرفة ) في عام 2004 م، وكانت خطواته الأولى تتمثل في بناء مكتبة للكتب العُمانية فقط.

## أقسامها

### مكتبة الكتب العُمانية
تعمل المكتبة على إعادة طبع الكتب المنشورة والتي إنتهت حقوق المؤلف فيها وفق قانون الملكية الفكرية في سلطنة عُمان، أو بعد أخذ الإذن من مالك الكتاب. وبعدها يتم نشر الكتاب طبقا لشكل ومواصفات الكتاب المطبوع، حتى يسهل للباحثين توثيق المعلومات منه دون الحاجة للرجوع للكتاب المطبوع.

### مكتبة المخطوطات والوثائق العُمانية
قاعدة بيانات للمخطوطات والوثائق العُمانية وإتاحة بياناتها وتوفير صورة رقمية لها. فهي تضم آلاف المخطوطات والوئاثق في عدة أقسام : كالعلوم الدينية، اللغة العربية، الآداب، التاريخ، الجغرافيا، العلوم البحتة والتطبيقية، الفلسفة، العلوم الإجتماعية، الفنون، المعارف العامة، وغيرها. مع إمكانية الإطلاع على البيانات والتصفح وخدمة الطلب الرقمي.

### مكتبة الأطروحات الجامعية العُمانية
قاعدة بيانات للأطروحات الجامعية العُمانية ( الماجستير والدكتوراه).
وإتاحتها للجميع لخدمة العلم والمعرفة. ولمعرفة الأطروحات التي أجيزت في تخصصات وجامعات معينة، لتسهيل عملية البحث والتنفيذ للفرد. بالإضافة إلى توفير خدمات أخرى كالإحصائيات والنشرة الأخبارية عن آخر الدراسات والأطروحات المجازة في سلطنة عُمان في مختلف المجالات المعرفية.

### مكتبة النور للمكفوفين وضعاف البصر
أول مكتبة عربية من ضمن مكتبة ذاكرة عُمان الرقمية ( كوكب المعرفة ) تستخدم نظام التصفح بالإشارات الصوتية، كما أنها توفر ميزة التصفح الليلي لضعاف البصر وميزة التكبير والتصغير الآلي لمحتوى الموقع.

### متحف ذاكرة عُمان
يضم مجموعة من الصورة النادرة لسطنة عُمان وصور لـ متحف مدحا الأثري.

### فهرس المكتبات العُمانية
تجميع فهارس المكتبات العُمانية وتوفير ميزة معرفة أماكن توفر الكتاب في سلطنة عُمان.

## أهميتها
تمثل ذاكرة عُمان الرقمية ( كوكب المعرفة ) أهمية كبيرة على المستوى الوطني والعالمي، فهي تدعم مسيرة النهضة العُمانية في الحفاظ ونشر  الفكري، كما تدعم رسالة المؤسسات الأكاديمية ومراكز المعلومات والمتمثلة في نشر المعرفة وحق كل باحث في النهل من معينها، ويعزز رسالتها في تسهيل الوصول إلى الكتاب العُماني.

### للأفراد
تكمن كونها الفضاء المعرفي والمرجع الأساسي للأفراد لسهولة الحصول على الكتاب بدون تعقيدات وذلك لتداعيات البحث والدراسة.

### للباحثين في الدراسات العليا
تشكل للباحثين في مجال الدراسات العليا أهمية قصوى في معرفة الرسائل التي أجيزت في تخصصات معينة، وبالتالي يقلل من إمكانية تكرار المواضيع المجازة، كما يفتح آفاق المعرفة للمتخصصين في معرفة المصادر البؤرية في تخصصاتهم.

### للمؤسسات الأكاديمية
تساهم في مساعدة صناع القرار في المؤسسات الأكاديمية من خلال ما يقدمه من تحليل دقيق لسلوكيات وإتجاهات الباحثين في مختلف التخصصات، فمن خلال قاعدة بيانات الرسائل الجامعية العُمانية تقوم مكتبة عُمان الرقمية حاليا بتحليل خصائص المؤلفين العُمانيين من خلال معرفة أكثر الباحثين إنتاجا، وتبرز قوة التشارك المعرفي بين المؤلفين العُمانيين أنفسهم، ومدى انفتاحهم على النتاج الفكري الأجنبي.

## أهدافها
تمثلت أهداف ذاكرة عُمان الرقمية ( كوكب المعرفة ) في:
- الحفاظ على التراث الفكري العُماني من خلال تحويله إلى الوسائط الرقمية.
- تسويق المعرفة من خلال التعريف بما تزخر به العقلية العُمانية من تنوع فكري وثقافي.
- تسهيل الوصول إلى الكتاب العُماني من خلال إتاحته بالكامل على الشبكة العنكبوتية وتوفير محرك بحث متطور يبحث في النص الكامل للكتب.
- تشجيع الباحثين على الإطلاع والبحث والتحقيق.
- التعريف بالموروث الثقافي غيرالمنشور والمتمثل في المخطوطات العُمانية.
- إبراز خصائص النتاج الفكري العُماني من خلال تحليل الرسائل والأطروحات الجامعية العُمانية.

## مميزاتها
- إتاحة تصفح الكتاب بالكامل على هيئة برنامج ( فلاش ) و ( المستندات المنقولة&redirect=no|بي دي أف ) .
- توفير البيانات الببليوجرافيه للكتاب.
- البحث في بيانات الكتاب والكلمات المفتاحية.
- ميزة العلامة المائية لضمان الحقوق الفكرية أثناء تصفح الكتاب أو تحميله أو طباعته.
- توفير ميزة طباعة الكتاب.
- توفير ميزة التعليق على الكتاب، مع حجب التعليقات إلى أن يتم الموافقة عليها من قبل إدارة الموقع.
- توفير ميزة كتابة الحواشي والهوامش الإلكترونية والتي تمكن الباحث من كتابة تعليقاته على صفحة معينة، لا يظهر إلا للباحث نفسة بهدف الرجوع إليها لاحقا.
- توفير ميزة إرسال صفحة معينة عبر البريد الإلكتروني.
- توفير ميزة فتح حساب خاص للباحث أثناء التصفح، مما يتح له إضافة صفحة أو كتاب إلى مفضلته ورؤية التعليقات الخاصة به، وإنشاء مشروع بحثي يجمع فيه صفحات معينة من كتب مختلفة ذات علاقة بمشروعه.[4]

## إنجازاتها
- اعتراف المكتبة الرقمية العالمية بذاكرة عُمان الرقمية كثاني مشروع ساهم في إثراء المحتوي العُماني في الفضاء الإلكتروني بعد جامعة السلطان قابوس.
- فوز المكتبة بجائزة أفضل مشروع عربي إبداعي في مجال المكتبات من قبل الإتحاد العربي للمكتبات والمعلومات.
- فوز المكتبة بجائزة جامعة كامبريدج للمنح البحثية الرقمية ودعم الجامعة لرقمنة وإتاحة 2500 مخطوطة عُمانية علي الموقع المكتبة.[5]
- اختيار المكتبة كمثل دائم للمكتبات العُمانية في الفهرس العربي الموحد.
- قدمت العديد من الخدمات الفنية والاستشارات العلمية في مجال المكتبات داخل وخارج السلطنة . حيث قدمت خدماتها الاستشارية في كل من نيوزلاندا، الجزائر، ليبيا، تنزانيا، دول الخليج، وغيرها من بلدان العالم .

## إحصائيات
ذاكرة عُمان الرقمية ( كوكب المعرفة ) تضم أكثر من200 كتاب عُماني، و21 ألف مخطوط، و40 ألف وثيقة، و660 رسالة جامعية، و500 صورة نادرة. بالإضافة إلى وجود مشاريع رقمية مستقبلية في هذا الإطار؛ منها بناء قاعدة بيانات لـ الآثار والتحف العمانية، وذاكرة لـ ولايات سلطنة عُمان، وبناء مكتبة قابوس الرقمية.

## مقالات ذات صلة
سلطنة عُمان
هيئة تقنية المعلومات

الفهرس العربي الموحد
الإتحاد العربي للمكتبات والمعلومات
المكتبة الرقمية العالمية

## وصلات خارجية
ذاكرة عُمان الرقمية
مكتبة النور للمكفوفين 
الشبكة العمانية للإطروحات الجامعية